# Тонъиль групп
Тонъиль групп (англ. Tong Il Group) — южнокорейский промышленный конгломерат (чеболь), четыре из дочерних компаний которого котируются в Корейской фондовой бирже. Компания была основана в 1963 году Мун Сон Мёном. Её основным направлением было тяжелое машиностроение. В 1970—1980 годах конгломерат расширился и стал приобретать различные предприятия в сфере фармацевтики, туризма и издательского дела. В 1998 году компания занимала 38-е место по чистой прибыли в Республике Корея.

## События
В 1990 году Тонъиль групп пострадала от Азиатского финансового кризиса. Правительство Кореи предприняло меры по спасению компании. К 2004 году долг предприятия вырос до $3,6 млрд. В 2005 году сын основателя, Мун Кукчин, ханял пост руководителя компании.
К 2010 году конгломерат вновь стал приносить прибыль. Среди главных холдингов компании: Ильхва, производящая женьшень и на его базе энергетические напитки, Ильшин Стоун, стройматериалы, Тонъиль Хэви Индастриз, производящая запчасти для автомобилей и газета Сеге Ильбо. Тонъиль групп финансирует Санмун-Университет, Школу искусств Сонхва и танцевальную труппу Маленькие ангелы.
В 2006 году Министерство финансов и экономики Республики Корея утвердило план строительства туристического комплекса в Йосу, разработанного Ильсонъ Констракшн, дочерней строительной компании Тонъиль групп, а в 2008 году строительная компания провела церемонию закладки фундамента в присутствии губернатора провинции Чолла-Намдо. Туристический комплекс должен был включать инфраструктуры туризма, досуга, развлечений, морских видов спорта и был разделен на пять тематических территорий: Морская лагуна, Золотой остров, Вершина холма, Лесная долина и Гора. До 2015 года Тонгиль группинвестировала в проект $1,5 млрд, были привлечены $4,5 млрд
иностранных инвестиций.
В 2011 году завершила проект по строительству двух гостиниц на общую жилую площадь в 55000 м² в Ёсу, которые использовались для проживания гостей Экспо-2012. C 2021 основным направлением стало произвоодство автомобильных ззапасных частей.

## Бизнес в Северной Корее
С 1998 года после ослабления ограничений Южной Кореей на деятельность компаний на территории Северной Кореи Тонъиль групп был одной из первых компаний начавших активную работу в КНДР.
В 2011 году Тонъиль групп объявила, что собирается устраивать круизы в горы Кымгансан в Северной Корее, построить там гостиницу, горнолыжную базу и поле для гольфа. Компания занималась туризмом в Северной Корее с 2003 года, направленным на воссоединение разделённых между Севером и Югом Кореи семей. В КНДР компания построила завод по производству автомобилей Пхёнхва Моторс, гостиницу, парк и культурный центр. В знак благодарности на 90-летие основателя компании Мун Сон Мёна руководитель КНДР Ким Чен Ир подарил ему наручные часы Ролекс.

## Другие бизнес-направления
- Горнолыжная база Ёнпхён в Пхёнчхане (место проведения Зимних Олимпийских игр 2018 года)
- Тонъиль Индастриз — тяжелая промышленность и нефтехимия[9]
- Кориа Титаниум — металлургия
- Ильсон Констракшн — строительство
- Ильхва — фармацевтика и прохладительные напитки
- Сеиль Трэвел — туризм и вертолетное такси
- Сеге Ильбо — ежедневная газета
- Ильсин Стоун — производство стройматериалов
- Сонвон Констракшн — строительство
- Ильсанъ Оушен Девелопмент — океанариумы
- Сейло — агентство недвижимости
- Тонъиль Эйр Системс — вертолеты
- Пхёнънонъ — сельское хозяйство
- Университет Сонмун
- Школа искусств Сонхва
- Маленькие ангелы (балет)